# Todeňská hora
Todeňská hora (608,4 m n. m.) je jedním z vrcholů Pořešínské pahorkatiny, který se nachází v okrese České Budějovice mezi Ločenicemi, Komařicemi a Trhovými Sviny.

## Geomorfologie a geologie
Todeňská hora je výrazná hrásť vystupující nad málo členitý a jen nevýrazně zvlněný reliéf Novohradského podhůří se zachovanými zbytky plošin na rozvodích v nadmořské výšce kolem 500 m n. m. Hrásť má podobu hřbetu protáhlého ve směru JZ - SV o délce 2 km. Masív Todeňské hory je tvořen pararulou a kvarcity.

## Historie
Díky výraznému tvaru byla hora v minulosti významnou dominantou postupně osidlované krajiny. Již v době mladšího paleolitu využívali pravěcí lovci k výrobě zbraní tmavošedý, velmi jemnozrnný kvarcit (křemenec) vyskytující se v pásu mezi Todeňskou a Chlumskou horou, což potvrzuje nález opracovaného kvarcitového jádra z Nesměně u Ločenic. Podle Pavla Kozáka sloužil plochý vrchol Todeňské hory od doby bronzové ke kultovním účelům. V raném středověku ohraničovaly Todeňská a Chlumská hora jižní hranici obydleného území historického doudlebského kraje osídleného pronikajícím slovanským kmenem Doudlebů v závěru 1. tisíciletí. Na tajuplnou atmosféru kraje pod Todeňskou horou poukazoval („Krajino plná znamení, jež rozluštit má duše chtěla!“) ve své Zemi zamyšlené rovněž básník a spisovatel Ladislav Stehlík, který zde sbíral podklady pro své dílo za druhé světové války, na přelomu 30. a 40. let 20. století.

## Výhled
Na jižním svahu hory, na okraji lesa se otevírá široký rozhled od Novohradských hor, přes Slepičí hory, Rojovský hřbet až k Plechému. Vyhlídka je pojmenována po Oldřichu Fenclovi, který tento jedinečný kout objevil v květnu 1965. Poté sem bylo zavedeno turistické značení. Ze západního okraje lesa výhled pokračuje od Kleti, k Libínu, Boubínu a daleko k severozápadu.